# Liu Boming
Dans ce nom chinois, le nom de famille, Liu, précède le nom personnel.
Liu Boming est un pilote de chasse chinois sélectionné comme  astronaute
pour participer au programme Shenzhou en 1998.
Il participe au vol Shenzhou 7, qui débute le 25 septembre 2008. Le 27, alors que le commandant de la mission Zhaï Zhigang effectue la toute première sortie extravéhiculaire chinoise, Boming sort lui-même le buste dans le vide pendant quelques minutes.